# Natação nos Jogos Paralímpicos de Verão de 2012
As competições de natação nos Jogos Paralímpicos de Verão de 2012 foram disputadas entre os dias 30 de agosto e 8 de setembro no Centro Aquático de Londres, na capital britânica.
Participam atletas com várias deficiências, incluindo paralisia cerebral, lesões medulares, amputações e nanismo. Participam também atletas com deficiência visual ou deficiência intelectual. Os atletas são classificados dentro de 14 classes. As classes de 1 a 10 são para deficientes físicos. Quanto maior a deficiência e o comprometimento motor, mais baixa será a sua classe. É possível que o atleta receba uma classificação diferente para provas do nado peito, já que esse estilo exige uma maior impulsão das pernas. O mesmo pode acontecer em provas medley. As classes de 11 a 13 são para deficientes visuais, enquanto que a classe 14 é reservada para deficientes intelectuais.

## Calendário
| Agosto/setembro | 29 | 30 | 31 | 1  | 2  | 3  | 4  | 5  | 6  | 7  | 8  | 9 |
| --------------- | -- | -- | -- | -- | -- | -- | -- | -- | -- | -- | -- | - |
| Natação         |    | 15 | 15 | 15 | 14 | 14 | 15 | 15 | 15 | 15 | 15 |   |

|  | Dia de competição |  | Dia de final |

## Eventos
- 50 metros livre masculino
- 100 metros livre masculino
- 200 metros livre masculino
- 400 metros livre masculino
- 50 metros costas masculino
- 100 metros costas masculino
- 50 metros peito masculino
- 100 metros peito masculino
- 50 metros borboleta masculino
- 100 metros borboleta masculino
- 150 metros medley masculino
- 200 metros medley masculino
- Revezamento 4x100 metros livre 34 pontos masculino
- Revezamento 4x100 m metros 34 pontos masculino
- 50 metros livre feminino
- 100 metros livre feminino
- 200 metros livre feminino
- 400 metros livre feminino
- 50 metros costas feminino
- 100 metros costas feminino
- 100 metros peito feminino
- 50 metros borboleta feminino
- 100 metros borboleta feminino
- 200 metros medley feminino
- Revezamento 4x100 metros livre 34 pontos feminino
- Revezamento 4x100 m metros 34 pontos feminino

## Medalhistas
Masculino
| Evento                                        | Ouro                                                                         | Prata                                                                        | Bronze                                                                    |
| --------------------------------------------- | ---------------------------------------------------------------------------- | ---------------------------------------------------------------------------- | ------------------------------------------------------------------------- |
| 50 m livre S2 detalhes                        | Yang Yang CHN China                                                          | Dmitry Kokarev RUS Rússia                                                    | Aristeidis Makrodimitris GRE Grécia                                       |
| 50 m livre S4 detalhes                        | Eskender Mustafaiev UKR Ucrânia                                              | David Smétanine FRA França                                                   | Jan Povýšil CZE República Checa                                           |
| 50 m livre S5 detalhes                        | Daniel Dias BRA Brasil                                                       | Sebastián Rodríguez ESP Espanha                                              | Roy Perkins USA Estados Unidos                                            |
| 50 m livre S6 detalhes                        | Xu Qing CHN China                                                            | Lorenzo Pérez Escalona CUB Cuba                                              | Zheng Tao CHN China                                                       |
| 50 m livre S7 detalhes                        | Lantz Lamback USA Estados Unidos                                             | Pan Shiyun CHN China                                                         | Matthew Walker GBR Grã-Bretanha                                           |
| 50 m livre S8 detalhes                        | Denis Tarasov RUS Rússia                                                     | Maurice Deelen NED Países Baixos                                             | Wang Yinan CHN China                                                      |
| 50 m livre S9 detalhes                        | Matthew Cowdrey AUS Austrália                                                | Tamás Tóth HUN Hungria                                                       | José Antonio Mari Alcaraz ESP Espanha                                     |
| 50 m livre S10 detalhes                       | André Brasil BRA Brasil                                                      | Nathan Stein CAN Canadá                                                      | Andrew Pasterfield AUS Austrália                                          |
| 50 m livre S11 detalhes                       | Yang Bozun CHN China                                                         | Bradley Snyder USA Estados Unidos                                            | Enhamed Enhamed ESP Espanha                                               |
| 50 m livre S12 detalhes                       | Maksym Veraksa UKR Ucrânia                                                   | Aleksandr Nevolin-Svetov RUS Rússia                                          | Tucker Dupree USA Estados Unidos                                          |
| 50 m livre S13 detalhes                       | Charl Bouwer RSA África do Sul                                               | Ihar Boki BLR Bielorrússia                                                   | Oleksii Fedyna UKR Ucrânia                                                |
| 100 m livre S2 detalhes                       | Yang Yang CHN China                                                          | Dmitry Kokarev RUS Rússia                                                    | Aristeidis Makrodimitris GRE Grécia                                       |
| 100 m livre S4 detalhes                       | Gustavo Sánchez Martínez MEX México                                          | Richard Oribe ESP Espanha                                                    | David Smétanine FRA França                                                |
| 100 m livre S5 detalhes                       | Daniel Dias BRA Brasil                                                       | Roy Perkins USA Estados Unidos                                               | Sebastián Rodríguez ESP Espanha                                           |
| 100 m livre S6 detalhes                       | Xu Qing CHN China                                                            | Sebastian Iwanow GER Alemanha                                                | Lorenzo Pérez Escalona CUB Cuba                                           |
| 100 m livre S7 detalhes                       | Pan Shiyun CHN China                                                         | Matthew Levy AUS Austrália                                                   | Lantz Lamback USA Estados Unidos                                          |
| 100 m livre S8 detalhes                       | Wang Yinan CHN China                                                         | Denis Tarasov RUS Rússia                                                     | Konstantin Lisenkov RUS Rússia                                            |
| 100 m livre S9 detalhes                       | Matthew Cowdrey AUS Austrália                                                | Tamás Tóth HUN Hungria                                                       | Tamás Sors HUN Hungria                                                    |
| 100 m livre S10 detalhes                      | André Brasil BRA Brasil                                                      | Phelipe Rodrigues BRA Brasil                                                 | Andrew Pasterfield AUS Austrália                                          |
| 100 m livre S11 detalhes                      | Bradley Snyder USA Estados Unidos                                            | Yang Bozun CHN China                                                         | Hendri Herbst RSA África do Sul                                           |
| 100 m livre S12 detalhes                      | Maksym Veraksa UKR Ucrânia                                                   | Aleksandr Nevolin-Svetov RUS Rússia                                          | Tucker Dupree USA Estados Unidos                                          |
| 100 m livre S13 detalhes                      | Ihar Boki BLR Bielorrússia                                                   | Charl Bouwer RSA África do Sul                                               | Aleksandr Golintovskii RUS Rússia                                         |
| 200 m livre S2 detalhes                       | Yang Yang CHN China                                                          | Dmitry Kokarev RUS Rússia                                                    | Itzhak Mamistvalov ISR Israel                                             |
| 200 m livre S4 detalhes                       | Gustavo Sánchez Martínez MEX México                                          | David Smétanine FRA França                                                   | Richard Oribe ESP Espanha                                                 |
| 200 m livre S5 detalhes                       | Daniel Dias BRA Brasil                                                       | Sebastián Rodríguez ESP Espanha                                              | Roy Perkins USA Estados Unidos                                            |
| 200 m livre S14 detalhes                      | Jón Margeir Sverrisson ISL Islândia                                          | Daniel Fox AUS Austrália                                                     | Cho Wonsang KOR Coreia do Sul                                             |
| 400 m livre S6 detalhes                       | Darragh McDonald IRL Irlanda                                                 | Anders Olsson SWE Suécia                                                     | Matthew Whorwood GBR Grã-Bretanha                                         |
| 400 m livre S7 detalhes                       | Josef Craig GBR Grã-Bretanha                                                 | Pan Shiyun CHN China                                                         | Andrey Gladkov RUS Rússia                                                 |
| 400 m livre S8 detalhes                       | Wang Yinan CHN China                                                         | Oliver Hynd GBR Grã-Bretanha                                                 | Sam Hynd GBR Grã-Bretanha                                                 |
| 400 m livre S9 detalhes                       | Brenden Hall AUS Austrália                                                   | Tamás Tóth HUN Hungria                                                       | Federico Morlacchi ITA Itália                                             |
| 400 m livre S10 detalhes                      | Ian Jaryd Silverman USA Estados Unidos                                       | Benoît Huot CAN Canadá                                                       | Robert Welbourn GBR Grã-Bretanha                                          |
| 400 m livre S11 detalhes                      | Bradley Snyder USA Estados Unidos                                            | Enhamed Enhamed ESP Espanha                                                  | Yang Bozun CHN China                                                      |
| 400 m livre S12 detalhes                      | Sergey Punko RUS Rússia                                                      | Enrique Floriano ESP Espanha                                                 | Sergii Klippert UKR Ucrânia                                               |
| 400 m livre S13 detalhes                      | Ihar Boki BLR Bielorrússia                                                   | Danylo Chufarov UKR Ucrânia                                                  | Aleksandr Golintovskii UKR Ucrânia                                        |
| 50 m costas S1 detalhes                       | Hennadii Boiko UKR Ucrânia                                                   | Christos Tampaxis GRE Grécia                                                 | Oleksandr Golovko UKR Ucrânia                                             |
| 50 m costas S2 detalhes                       | Yang Yang CHN China                                                          | Aristeidis Makrodimitris GRE Grécia                                          | Dmitry Kokarev RUS Rússia                                                 |
| 50 m costas S3 detalhes                       | Min Byeong-Eon KOR Coreia do Sul                                             | Dmytro Vynohradets UKR Ucrânia                                               | Du Jiaping CHN China                                                      |
| 50 m costas S4 detalhes                       | Juan Reyes MEX México                                                        | Aleksei Lyzhikhin RUS Rússia                                                 | Gustavo Sánchez Martínez MEX México                                       |
| 50 m costas S5 detalhes                       | Daniel Dias BRA Brasil                                                       | He Junquan CHN China                                                         | Zsolt Vereczkei HUN Hungria                                               |
| 100 m costas S6 detalhes                      | Zheng Tao CHN China                                                          | Jia Hongguang CHN China                                                      | Sebastian Iwanow GER Alemanha                                             |
| 100 m costas S7 detalhes                      | Jonathan Fox GBR Grã-Bretanha                                                | Yevheniy Bohodayko UKR Ucrânia                                               | Mihovil Španja CRO Croácia                                                |
| 100 m costas S8 detalhes                      | Konstantin Lisenkov RUS Rússia                                               | Denis Tarasov RUS Rússia                                                     | Oliver Hynd GBR Grã-Bretanha                                              |
| 100 m costas S9 detalhes                      | Brenden Hall AUS Austrália                                                   | James Crisp GBR Grã-Bretanha                                                 | Liu Xiaobing CHN China                                                    |
| 100 m costas S10 detalhes                     | Justin Zook USA Estados Unidos                                               | André Brasil BRA Brasil                                                      | Benoît Huot CAN Canadá                                                    |
| 100 m costas S11 detalhes                     | Dmytro Zalevskyy UKR Ucrânia                                                 | Yang Bozun CHN China                                                         | Viktor Smyrnov UKR Ucrânia                                                |
| 100 m costas S12 detalhes                     | Aleksandr Nevolin-Svetov RUS Rússia                                          | Tucker Dupree USA Estados Unidos                                             | Sergii Klippert UKR Ucrânia                                               |
| 100 m costas S13 detalhes                     | Ihar Boki BLR Bielorrússia                                                   | Charl Bouwer RSA África do Sul                                               | Charalampos Taiganidis GRE Grécia                                         |
| 100 m costas S14 detalhes                     | Marc Evers NED Países Baixos                                                 | Aaron Moores GBR Grã-Bretanha                                                | Au Kai Lun HKG Hong Kong                                                  |
| 50 m peito SB2 detalhes                       | Du Jiaping CHN China                                                         | Arnulfo Castorena MEX México                                                 | Dmytro Vynohradets UKR Ucrânia                                            |
| 50 m peito SB3 detalhes                       | Michael Schoenmaker NED Países Baixos                                        | Miguel Luque ESP Espanha                                                     | Takayuki Suzuki JPN Japão                                                 |
| 100 m peito SB4 detalhes                      | Daniel Dias BRA Brasil                                                       | Moisés Fuentes García COL Colômbia                                           | Ricardo Ten ESP Espanha                                                   |
| 100 m peito SB5 detalhes                      | Lim Woo-Geun KOR Coreia do Sul                                               | Niels Grunenberg GER Alemanha                                                | Pedro Rangel MEX México                                                   |
| 100 m peito SB6 detalhes                      | Yevheniy Bohodayko UKR Ucrânia                                               | Torben Schmidtke GER Alemanha                                                | Christoph Burkard GER Alemanha                                            |
| 100 m peito SB7 detalhes                      | Blake Cochrane AUS Austrália                                                 | Tomotaro Nakamura JPN Japão                                                  | Matthew Levy AUS Austrália                                                |
| 100 m peito SB8 detalhes                      | Andriy Kalyna UKR Ucrânia                                                    | Matthew Cowdrey AUS Austrália                                                | Maurice Deelen NED Países Baixos                                          |
| 100 m peito SB9 detalhes                      | Pavel Poltavtsev RUS Rússia                                                  | Kevin Paul RSA África do Sul                                                 | Lin Furong CHN China                                                      |
| 100 m peito SB11 detalhes                     | Yang Bozun CHN China                                                         | Keiichi Kimura JPN Japão                                                     | Oleksandr Mashchenko UKR Ucrânia                                          |
| 100 m peito SB12 detalhes                     | Mikhail Zimin RUS Rússia                                                     | Uladzimir Izotau BLR Bielorrússia                                            | Maksym Veraksa UKR Ucrânia                                                |
| 100 m peito SB13 detalhes                     | Oleksii Feydina UKR Ucrânia                                                  | Daniel Sharp NZL Nova Zelândia                                               | Roman Dubovoy RUS Rússia                                                  |
| 100 m peito SB14 detalhes                     | Yasuhiro Tanaka JPN Japão                                                    | Artem Pavlenko RUS Rússia                                                    | Marc Evers NED Países Baixos                                              |
| 50 m borboleta S5 detalhes                    | Daniel Dias BRA Brasil                                                       | Roy Perkins USA Estados Unidos                                               | He Junquan CHN China                                                      |
| 50 m borboleta S6 detalhes                    | Qing Xu CHN China                                                            | Zheng Tao CHN China                                                          | Kyosuke Oyama JPN Japão                                                   |
| 50 m borboleta S7 detalhes                    | Pan Shiyun CHN China                                                         | Yevheniy Bohodayko UKR Ucrânia                                               | Wang Jingang CHN China                                                    |
| 100 m borboleta S8 detalhes                   | Charles Rozoy FRA França                                                     | Wei Yanpeng CHN China                                                        | Song Maodang CHN China                                                    |
| 100 m borboleta S9 detalhes                   | Tamás Sors HUN Hungria                                                       | Matthew Cowdrey AUS Austrália                                                | Federico Morlacchi ITA Itália                                             |
| 100 m borboleta S10 detalhes                  | André Brasil BRA Brasil                                                      | Dmitry Grigorev RUS Rússia                                                   | Achmat Hassiem RSA África do Sul                                          |
| 100 m borboleta S11 detalhes                  | Viktor Smyrnov UKR Ucrânia                                                   | Enhamed Enhamed ESP Espanha                                                  | Keiichi Kimura JPN Japão                                                  |
| 100 m borboleta S12 detalhes                  | Roman Makarov RUS Rússia                                                     | Sergey Punko RUS Rússia                                                      | James Clegg GBR Grã-Bretanha                                              |
| 100 m borboleta S13 detalhes                  | Ihar Boki BLR Bielorrússia                                                   | Roman Dubovoy RUS Rússia                                                     | Timothy Antalfy AUS Austrália                                             |
| 150 m medley SM3 detalhes                     | Du Jianping CHN China                                                        | Dmytro Vynohradets UKR Ucrânia                                               | Li Hanhua CHN China                                                       |
| 150 m medley SM4 detalhes                     | Cameron Leslie NZL Nova Zelândia                                             | Gustavo Sánchez Martínez MEX México                                          | Takayuki Suzuki JPN Japão                                                 |
| 200 m medley SM6 detalhes                     | Xu Qing CHN China                                                            | Sascha Kindred GBR Grã-Bretanha                                              | Zheng Tao CHN China                                                       |
| 200 m medley SM7 detalhes                     | Yevheniy Bohodayko UKR Ucrânia                                               | Rudy Garcia-Tolson USA Estados Unidos                                        | Matthew Levy AUS Austrália                                                |
| 200 m medley SM8 detalhes                     | Oliver Hynd GBR Grã-Bretanha                                                 | Wang Jiachao CHN China                                                       | Maurice Deelen NED Países Baixos                                          |
| 200 m medley SM9 detalhes                     | Matthew Cowdrey AUS Austrália                                                | Andriy Kalyna UKR Ucrânia                                                    | Federico Morlacchi ITA Itália                                             |
| 200 m medley SM10 detalhes                    | Benoît Huot CAN Canadá                                                       | André Brasil BRA Brasil                                                      | Rick Pendleton AUS Austrália                                              |
| 200 m medley SM11 detalhes                    | Yang Bozun CHN China                                                         | Viktor Smyrnov UKR Ucrânia                                                   | Oleksandr Mashchenko UKR Ucrânia                                          |
| 200 m medley SM12 detalhes                    | Maksym Veraksa UKR Ucrânia                                                   | Aleksandr Nevolin-Svetov RUS Rússia                                          | Sergey Punko RUS Rússia                                                   |
| 200 m medley SM13 detalhes                    | Ihar Boki BLR Bielorrússia                                                   | Roman Dubovoy RUS Rússia                                                     | Danylo Chufarov UKR Ucrânia                                               |
| Revezamento 4x100 m livre 34 pontos detalhes  | Andrew Pasterfield Matthew Levy Blake Cochrane Matthew Cowdrey AUS Austrália | Song Maodang Wang Jiachao Lin Furong Wang Yinan CHN China                    | Konstantin Lisenkov Evgeny Zimin Denis Tarasov Dmitry Grigorev RUS Rússia |
| Revezamento 4x100 m medley 34 pontos detalhes | Liu Xiaobing Lin Furong Wei Yanpeng Wang Yinan CHN China                     | Konstantin Lisenkov Pavel Poltavtsev Eduard Samarin Denis Tarasov RUS Rússia | Michael Anderson Matthew Cowdrey Brenden Hall Matthew Levy AUS Austrália  |

Feminino
| Evento                                        | Ouro                                                                           | Prata                                                                                 | Bronze                                                                             |
| --------------------------------------------- | ------------------------------------------------------------------------------ | ------------------------------------------------------------------------------------- | ---------------------------------------------------------------------------------- |
| 50 m livre S3 detalhes                        | Xia Jiangbo CHN China                                                          | Ogla Sviderska UKR Ucrânia                                                            | Patricia Valle MEX México                                                          |
| 50 m livre S5 detalhes                        | Nataliia Prologaieva UKR Ucrânia                                               | Teresa Perales ESP Espanha                                                            | Inbal Pezaro ISR Israel                                                            |
| 50 m livre S6 detalhes                        | Mirjam de Koning-Peper NED Países Baixos                                       | Victoria Arlen USA Estados Unidos                                                     | Eleanor Simmonds GBR Grã-Bretanha                                                  |
| 50 m livre S7 detalhes                        | Jacqueline Freney AUS Austrália                                                | Cortney Jordan USA Estados Unidos                                                     | Ani Palian UKR Ucrânia                                                             |
| 50 m livre S8 detalhes                        | Mallory Weggemann USA Estados Unidos                                           | Maddison Elliott AUS Austrália                                                        | Jiang Shengnan CHN China                                                           |
| 50 m livre S9 detalhes                        | Lin Ping CHN China                                                             | Louise Watkin GBR Grã-Bretanha                                                        | Ellie Cole AUS Austrália                                                           |
| 50 m livre S10 detalhes                       | Summer Ashley Mortimer CAN Canadá                                              | Sophie Pascoe NZL Nova Zelândia                                                       | Élodie Lorandi FRA França                                                          |
| 50 m livre S11 detalhes                       | Cecilia Camellini ITA Itália                                                   | Li Guizhi CHN China                                                                   | Mary Fisher NZL Nova Zelândia                                                      |
| 50 m livre S12 detalhes                       | Oxana Savchenko RUS Rússia                                                     | Natali Pronina AZE Azerbaijão                                                         | Darya Stukalova RUS Rússia                                                         |
| 50 m livre S13 detalhes                       | Kelley Becherer USA Estados Unidos                                             | Valerie Grand-Maison CAN Canadá                                                       | Prue Watt AUS Austrália                                                            |
| 100 m livre S3 detalhes                       | Xia Jiangbo CHN China                                                          | Ogla Sviderska UKR Ucrânia                                                            | Patricia Valle MEX México                                                          |
| 100 m livre S5 detalhes                       | Teresa Perales ESP Espanha                                                     | Nataliia Prologaieva UKR Ucrânia                                                      | Inbal Pezaro ISR Israel                                                            |
| 100 m livre S6 detalhes                       | Victoria Arlen USA Estados Unidos                                              | Eleanor Simmonds GBR Grã-Bretanha                                                     | Tanja Groepper GER Alemanha                                                        |
| 100 m livre S7 detalhes                       | Jacqueline Freney AUS Austrália                                                | Cortney Jordan USA Estados Unidos                                                     | Susannah Rodgers GBR Grã-Bretanha                                                  |
| 100 m livre S8 detalhes                       | Jessica Long USA Estados Unidos                                                | Heather Frederiksen GBR Grã-Bretanha                                                  | Maddison Elliott AUS Austrália                                                     |
| 100 m livre S9 detalhes                       | Ellie Cole AUS Austrália                                                       | Natalie du Toit RSA África do Sul                                                     | Sarai Gascon ESP Espanha                                                           |
| 100 m livre S10 detalhes                      | Sophie Pascoe NZL Nova Zelândia                                                | Élodie Lorandi FRA França                                                             | Summer Ashley Mortimer CAN Canadá                                                  |
| 100 m livre S11 detalhes                      | Cecilia Camellini ITA Itália                                                   | Mary Fisher NZL Nova Zelândia                                                         | Li Guizhi CHN China                                                                |
| 100 m livre S12 detalhes                      | Oxana Savchenko RUS Rússia                                                     | Natali Pronina AZE Azerbaijão                                                         | Darya Stukalova RUS Rússia                                                         |
| 100 m livre S13 detalhes                      | Kelley Becherer USA Estados Unidos                                             | Valerie Grand-Maison CAN Canadá                                                       | Rebecca Anne Meyers USA Estados Unidos                                             |
| 200 m livre S5 detalhes                       | Sarah Louise Rung NOR Noruega                                                  | Teresa Perales ESP Espanha                                                            | Inbal Pezaro ISR Israel                                                            |
| 200 m livre S14 detalhes                      | Jessica-Jane Applegate GBR Grã-Bretanha                                        | Taylor Corry AUS Austrália                                                            | Marlou van der Kulk NED Países Baixos                                              |
| 400 m livre S6 detalhes                       | Eleanor Simmonds GBR Grã-Bretanha                                              | Victoria Arlen USA Estados Unidos                                                     | Song Lingling CHN China                                                            |
| 400 m livre S7 detalhes                       | Jacqueline Freney AUS Austrália                                                | Cortney Jordan USA Estados Unidos                                                     | Susannah Rodgers GBR Grã-Bretanha                                                  |
| 400 m livre S8 detalhes                       | Jessica Long USA Estados Unidos                                                | Heather Frederiksen GBR Grã-Bretanha                                                  | Maddison Elliott AUS Austrália                                                     |
| 400 m livre S9 detalhes                       | Natalie du Toit RSA África do Sul                                              | Stephanie Millward GBR Grã-Bretanha                                                   | Ellie Cole AUS Austrália                                                           |
| 400 m livre S10 detalhes                      | Élodie Lorandi FRA França                                                      | Aurélie Rivard CAN Canadá                                                             | Susan Beth Scott USA Estados Unidos                                                |
| 400 m livre S11 detalhes                      | Daniela Schulte GER Alemanha                                                   | Amber Thomas CAN Canadá                                                               | Cecilia Camellini ITA Itália                                                       |
| 400 m livre S12 detalhes                      | Oxana Savchenko RUS Rússia                                                     | Hannah Russell GBR Grã-Bretanha                                                       | Deborah Font ESP Espanha                                                           |
| 50 m costas S2 detalhes                       | Feng Yazhu CHN China                                                           | Ganna Ielisavetska UKR Ucrânia                                                        | Iryna Sotska UKR Ucrânia                                                           |
| 50 m costas S4 detalhes                       | Lisette Teunissen NED Países Baixos                                            | Edênia Garcia BRA Brasil                                                              | Bai Juan CHN China                                                                 |
| 100 m costas S6 detalhes                      | Lu Dong CHN China                                                              | Nyree Kindred GBR Grã-Bretanha                                                        | Mirjam De Koning-Peper NED Países Baixos                                           |
| 100 m costas S7 detalhes                      | Jacqueline Freney AUS Austrália                                                | Kirsten Bruhn GER Alemanha                                                            | Cortney Jordan USA Estados Unidos                                                  |
| 100 m costas S8 detalhes                      | Heather Frederiksen GBR Grã-Bretanha                                           | Jessica Long USA Estados Unidos                                                       | Olesya Vladykina RUS Rússia                                                        |
| 100 m costas S9 detalhes                      | Ellie Cole AUS Austrália                                                       | Stephanie Millward GBR Grã-Bretanha                                                   | Elizabeth Stone USA Estados Unidos                                                 |
| 100 m costas S10 detalhes                     | Summer Ashley Mortimer CAN Canadá                                              | Sophie Pascoe NZL Nova Zelândia                                                       | Shireen Sapiro RSA África do Sul                                                   |
| 100 m costas S11 detalhes                     | Rina Akiyama JPN Japão                                                         | Mary Fisher NZL Nova Zelândia                                                         | Cecilia Camellini ITA Itália                                                       |
| 100 m costas S12 detalhes                     | Oxana Savchenko RUS Rússia                                                     | Natali Pronina AZE Azerbaijão                                                         | Hannah Russell GBR Grã-Bretanha                                                    |
| 100 m costas S14 detalhes                     | Bethany Firth IRL Irlanda                                                      | Taylor Corry AUS Austrália                                                            | Marlou van der Kulk NED Países Baixos                                              |
| 100 m peito SB4 detalhes                      | Nataliia Prologaieva UKR Ucrânia                                               | Sarah Louise Rung NOR Noruega                                                         | Teresa Perales ESP Espanha                                                         |
| 100 m peito SB5 detalhes                      | Kirsten Bruhn GER Alemanha                                                     | Song Lingling CHN China                                                               | Noga Nir-Kistler USA Estados Unidos                                                |
| 100 m peito SB6 detalhes                      | Viktoriia Savtsova UKR Ucrânia                                                 | Charlotte Henshaw GBR Grã-Bretanha                                                    | Elizabeth Johnson GBR Grã-Bretanha                                                 |
| 100 m peito SB7 detalhes                      | Jessica Long USA Estados Unidos                                                | Oksana Khrul UKR Ucrânia                                                              | Lisa den Braber NED Países Baixos                                                  |
| 100 m peito SB8 detalhes                      | Olesya Vladykina RUS Rússia                                                    | Claire Cashmore GBR Grã-Bretanha                                                      | Paulina Woźniak POL Polônia                                                        |
| 100 m peito SB9 detalhes                      | Khrystyna Yurchenko UKR Ucrânia                                                | Sophie Pascoe NZL Nova Zelândia                                                       | Harriet Lee GBR Grã-Bretanha                                                       |
| 100 m peito SB11 detalhes                     | Maja Reichard SWE Suécia                                                       | Yana Berezhna UKR Ucrânia                                                             | Nadia Baez ARG Argentina                                                           |
| 100 m peito SB12 detalhes                     | Natali Pronina AZE Azerbaijão                                                  | Karolina Pelendritou CYP Chipre                                                       | Yaryna Matlo UKR Ucrânia                                                           |
| 100 m peito SB13 detalhes                     | Prue Watt AUS Austrália                                                        | Elena Krawzow GER Alemanha                                                            | Kelley Becherer USA Estados Unidos                                                 |
| 100 m peito SB14 detalhes                     | Michelle Alonso Morales ESP Espanha                                            | Magda Toeters NED Países Baixos                                                       | Leung Shu Hang HKG Hong Kong                                                       |
| 50 m borboleta S5 detalhes                    | Sarah Louise Rung NOR Noruega                                                  | Teresa Perales ESP Espanha                                                            | Joana Maria Silva BRA Brasil                                                       |
| 50 m borboleta S6 detalhes                    | Oksana Khrul UKR Ucrânia                                                       | Lu Dong CHN China                                                                     | Jiang Fuying CHN China                                                             |
| 50 m borboleta S7 detalhes                    | Jacqueline Freney AUS Austrália                                                | Brianna Nelson CAN Canadá                                                             | Huang Min CHN China                                                                |
| 100 m borboleta S8 detalhes                   | Jessica Long USA Estados Unidos                                                | Kateryna Istomina UKR Ucrânia                                                         | Jiang Shengnan CHN China                                                           |
| 100 m borboleta S9 detalhes                   | Natalie du Toit RSA África do Sul                                              | Sarai Gascon ESP Espanha                                                              | Elizabeth Stone USA Estados Unidos                                                 |
| 100 m borboleta S10 detalhes                  | Sophie Pascoe NZL Nova Zelândia                                                | Oliwia Jablonska POL Polônia                                                          | Élodie Lorandi FRA França                                                          |
| 100 m borboleta S12 detalhes                  | Joanna Mendak POL Polônia                                                      | Darya Stukalova RUS Rússia                                                            | Hannah Russell GBR Grã-Bretanha                                                    |
| 200 m medley SM5 detalhes                     | Nataliia Prologaieva UKR Ucrânia                                               | Sarah Louise Rung NOR Noruega                                                         | Teresa Perales ESP Espanha                                                         |
| 200 m medley SM6 detalhes                     | Eleanor Simmonds GBR Grã-Bretanha                                              | Verena Schott GER Alemanha                                                            | Natalie Jones GBR Grã-Bretanha                                                     |
| 200 m medley SM7 detalhes                     | Jacqueline Freney AUS Austrália                                                | Brianna Nelson CAN Canadá                                                             | Huang Min CHN China                                                                |
| 200 m medley SM8 detalhes                     | Jessica Long USA Estados Unidos                                                | Olesya Vladykina RUS Rússia                                                           | Jiang Shengnan CHN China                                                           |
| 200 m medley SM9 detalhes                     | Natalie du Toit RSA África do Sul                                              | Stephanie Millward GBR Grã-Bretanha                                                   | Louise Watkin GBR Grã-Bretanha                                                     |
| 200 m medley SM10 detalhes                    | Sophie Pascoe NZL Nova Zelândia                                                | Summer Ashley Mortimer CAN Canadá                                                     | Zhang Meng CHN China                                                               |
| 200 m medley SM11 detalhes                    | Mary Fisher NZL Nova Zelândia                                                  | Daniela Schulte GER Alemanha                                                          | Amber Thomas CAN Canadá                                                            |
| 200 m medley SM12 detalhes                    | Oxana Savchenko RUS Rússia                                                     | Natali Pronina AZE Azerbaijão                                                         | Darya Stukalova RUS Rússia                                                         |
| 200 m medley SM13 detalhes                    | Valerie Grand-Maison CAN Canadá                                                | Rebecca Anne Meyers USA Estados Unidos                                                | Kelley Becherer USA Estados Unidos                                                 |
| Revezamento 4x100 m livre 34 pontos detalhes  | Ellie Cole Maddison Elliott Katherine Downie Jacqueline Freney AUS Austrália   | Susan Beth Scott Victoria Arlen Jessica Long Anna Eames USA Estados Unidos            | Stephanie Millward Claire Cashmore Susannah Rodgers Louise Watkin GBR Grã-Bretanha |
| Revezamento 4x100 m medley 34 pontos detalhes | Ellie Cole Katherine Downie Annabelle Williams Jacqueline Freney AUS Austrália | Heather Frederiksen Claire Cashmore Stephanie Millward Louise Watkin GBR Grã-Bretanha | Susan Beth Scott Anna Johannes Jessica Long Mallory Weggemann USA Estados Unidos   |

## Quadro de medalhas
| Ordem | País                | Medalha de ouro | Medalha de prata | Medalha de bronze |     |
| ----- | ------------------- | --------------- | ---------------- | ----------------- | --- |
| 1     | CHN China           | 24              | 13               | 21                | 58  |
| 2     | AUS Austrália       | 18              | 7                | 12                | 37  |
| 3     | UKR Ucrânia         | 17              | 14               | 13                | 44  |
| 4     | USA Estados Unidos  | 14              | 13               | 14                | 41  |
| 5     | RUS Rússia          | 13              | 17               | 12                | 42  |
| 6     | BRA Brasil          | 9               | 4                | 1                 | 14  |
| 7     | GBR Grã-Bretanha    | 7               | 16               | 16                | 39  |
| 8     | NZL Nova Zelândia   | 5               | 6                | 1                 | 12  |
| 9     | BLR Bielorrússia    | 5               | 2                |                   | 7   |
| 10    | CAN Canadá          | 4               | 9                | 3                 | 16  |
| 11    | RSA África do Sul   | 4               | 4                | 3                 | 11  |
| 12    | NED Países Baixos   | 4               | 2                | 7                 | 13  |
| 13    | MEX México          | 3               | 2                | 4                 | 9   |
| 14    | ESP Espanha         | 2               | 11               | 9                 | 22  |
| 15    | GER Alemanha        | 2               | 7                | 3                 | 12  |
| 16    | FRA França          | 2               | 3                | 3                 | 8   |
| 17    | JPN Japão           | 2               | 2                | 4                 | 8   |
| 18    | NOR Noruega         | 2               | 2                |                   | 4   |
| 19    | ITA Itália          | 2               |                  | 5                 | 7   |
| 20    | KOR Coreia do Sul   | 2               |                  | 1                 | 3   |
| 21    | IRL Irlanda         | 2               |                  |                   | 2   |
| 22    | AZE Azerbaijão      | 1               | 4                |                   | 5   |
| 23    | HUN Hungria         | 1               | 3                | 2                 | 6   |
| 24    | POL Polônia         | 1               | 1                | 1                 | 3   |
| 25    | SWE Suécia          | 1               | 1                |                   | 2   |
| 26    | ISL Islândia        | 1               |                  |                   | 1   |
| 27    | GRE Grécia          |                 | 2                | 3                 | 5   |
| 28    | CUB Cuba            |                 | 1                | 1                 | 2   |
| 29    | COL Colômbia        |                 | 1                |                   | 1   |
| 29    | CYP Chipre          |                 | 1                |                   | 1   |
| 31    | ISR Israel          |                 |                  | 4                 | 4   |
| 32    | HKG Hong Kong       |                 |                  | 2                 | 2   |
| 33    | ARG Argentina       |                 |                  | 1                 | 1   |
| 33    | CRO Croácia         |                 |                  | 1                 | 1   |
| 33    | CZE República Checa |                 |                  | 1                 | 1   |
| TOTAL | TOTAL               | 148             | 148              | 148               | 444 |